# Андреас Хуг
Андреас (Анди) Хуг (на немски: Andreas „Andy“ Hug), е киокушин каратист от Швейцария.
Той е първият каратист, който печели световното първенство по К1 – през 1996 г., а става втори през 1997 и 1998 г. Той има 5 дан по киокушин карате.
Хъг е сред най-младите състезатели по К1, когато е започнал. Успява да победи опоненти като Jerome Le Banner, който е с 25 кг. по-тежък от него. Благодарение на това, както и на добрите си ритници, Хъг бързо става известен. Той има голям принос в популяризирането на К1. Статистиката му в K1 е 37-9-1 (21 победи с нокаут, 6 загуби с нокаут).
В Япония му е даден прякорът „Синеокия самурай“ независимо, че има кафяви очи. Това има символично значение и обяснява швейцарското потекло на Анди и факта, че бил „гайджин“ (в превод от японски означава чужденец). Той е единственият състезател по К1, който е бил наречен „почетен самурай“ на К1 от основателя на спорта Казуйоши Иший.
Анди е разпознаван също и по сечащия му ритник, с който отбелязва множество победи срещу противниците си. Ниският му въртящ ритник, целящ бедрото на опонента, е друга запазена марка на Анди. В Япония е по-познат като „торнадото Хъг“, след като тръгва мълвата, че никой друг играч не може да изпълнява този удар толкова перфектно, колкото Хъг. Анди побеждава Mirko „Cro-Cop“ Filipović на 3 юни 2000 г. в Цюрих. Последният му мач е срещу Нобу Хаяши на 7 юли същата година. Печели мача с нокаут в 1 рунд.
Неочаквано умира на 24 август 2000 г. от левкемия, няколко седмици преди рождения си ден. Заради популярността му в каратето смъртта му става заглавие в много вестници в цяла Япония. Насрочена е церемония в центъра на Токио, на която много фенове на Анди идват и полагат цветя и други подаръци до мемориала на идола им.